# 完顏宗英
完顏宗英（？—1139年），为金朝宗室，金太宗的儿子。女真名斛沙虎。
天眷元年（1138年），完顏宗英被金熙宗封为滕王。天眷二年（1139年）牵扯进了完颜宗磐、完颜鹘懒等人的谋反事件，被金熙宗杀死。大定二年（1162年），金世宗追封金太宗诸子，只有完颜宗磐、完颜宗英、完颜宗伟、完颜鹘懒四人，没有追封。

## 資料
- 《金史》卷七十六 列传第十四 太宗诸子

1. ↑  《松漠紀聞》：「長子曰宗磐，為宋王、太傅，領尚書省事，與滕王、虞王皆為悟室所誅。次曰賢，為沂王，燕京留守。次曰滕王、虞王。」